# Arquitetura barroca otomana
Arquitetura barroca otomana, também conhecida por barroco turco, foi um período da arquitetura otomana no século XVIII e início do século XIX que foi influenciado pela arquitetura barroca europeia. Precedido pelas mudanças do período das Tulipas e respectiva arquitetura, o estilo marcou um afastamento significativo do estilo clássico da arquitetura otomana e introduziu novas formas decorativas em tipos de edifícios otomanos, na sua maioria tradicionais. Surgiu na década de 1740, durante o reinado de Mahmud I (1730 - 1754) e o seu monumento inicial mais importante foi a Mesquita Nuruosmaniye, concluída em 1755. Mais tarde, no século XVIII, foram também introduzidos novos tipos de edifícios com base nas influências europeias. Os últimos monumentos totalmente barrocos, como a Mesquita Nusretiye, foram construídos por Mahmud II (1808 - 1839) no início do século XIX, mas durante este período novos estilos de influência europeia foram introduzidos e suplantaram o barroco.

## Contexto
A partir do século XVIII, foram introduzidas influências europeias na arquitetura otomana, à medida que o próprio Império Otomano se tornou mais aberto às influências externas. Durante este período, o estilo arquitetónico mais predominante na Europa Ocidental foi a Barroco. No contexto otomano, o termo “Barroco” é por vezes aplicado de forma mais ampla à arte e arquitetura otomanas ao longo do século XVIII, incluindo o Período das Tulipas. Em termos mais específicos, no entanto, o período após o século XVII é marcado por vários estilos diferentes. O estilo "barroco" otomano ou turco emergiu na sua plena expressão durante a década de 1740 e rapidamente substituiu a estilo do Período das Tulipas. Esta mudança assinalou o fim definitivo do anterior estilo clássico que dominou a arquitetura otomana nos séculos XVI e XVII.
As condições políticas e culturais que conduziram ao Barroco Otomano remontam as suas origens em parte ao Período das Tulipas, durante o reinado de Ahmed III, quando a classe dominante otomana se abriu à influência do Ocidental. Após o Período das Tulipas, a arquitetura otomana imitou abertamente a arquitetura europeia, de modo que as tendências arquitetónicas e decorativas na Europa foram espelhadas no Império Otomano ao mesmo tempo ou após um curto atraso. As mudanças foram especialmente evidentes na ornamentação e nos detalhes de novos edifícios, em vez de nas suas formas gerais, embora novos tipos de edifícios tenham sido eventualmente introduzidos também a partir de influências europeias.  O termo "Rococó Turco", ou simplesmente "Rococó", é também utilizado para descrever o barroco otomano, ou partes dele, devido às semelhanças e influências do estilo francês Rococó em particular, mas esta terminologia varia de autor para autor.

## Desenvolvimento

### Primeiros monumentos barrocos (década de 1740)
As primeiras estruturas a exibir o novo estilo barroco são várias fontes e sebils construídas por patronos da elite em Istambul em 1741-1742: a fonte de Nisançı Ahmed Pasha adicionado à parede sudoeste do cemitério Sebil perto do Dolmabahçe, e o Sa'deddin Efendi Sebil no Cemitério Karaca Ahmet em Üsküdar. O Cağaloğlu Hamam de estilo barroco em Istambul também foi construído no mesmo ano e foi patrocinado por Mahmud I, demonstrando que até o sultão promoveu o estilo. As receitas deste hammam foram destinadas à Mesquita Hagia Sophia (Ayasofya), onde Mahmud I construiu vários novos anexos e adições. Estas adições incluíram uma fonte abobadada de abluções em 1740-41, decorada com motivos barrocos, mas que ainda mantém uma forma tradicional otomana em geral. Mais indicativo do novo estilo é o imaret que Mahmud I acrescentou no canto nordeste do recinto de Santa Sofia em 1743. O imaret tem um portão extravagantemente barroco esculpido com volutas vegetais em alto-relevo e um frontão em forma de "pescoço de cisne" em espiral, ladeado por colunas de mármore com capitéis semelhantes aos da coríntia, e encimado por amplos beirais.
Godfrey Goodwin, estudioso da história da arquitetura otomana, sugere que o külliye que demonstra mais claramente a transição entre os estilos antigo e novo foi a Mesquita Beşir Ağa e o seu sebil, construído em 1745 perto do perímetro oeste do Palácio Topkapı. O estudioso Doğan Kuban afirma que os motivos barrocos se espalharam gradualmente de um elemento arquitectónico para outro, substituindo progressivamente a decoração geométrica mais nítida da era clássica por formas curvas mais dinâmicas, como as curvas em "S" e "C" e, eventualmente, por elementos barrocos europeus ainda mais extravagantes. Ünver Rüstem defende que o A rapidez com que o estilo apareceu em Istambul depois de 1740 e o facto de as primeiras estruturas barrocas terem sido todas encomendadas por elites de alto nível devem ser interpretados como um esforço deliberado do sultão e da sua corte para promover o novo estilo.

Monumentos do barroco inicial
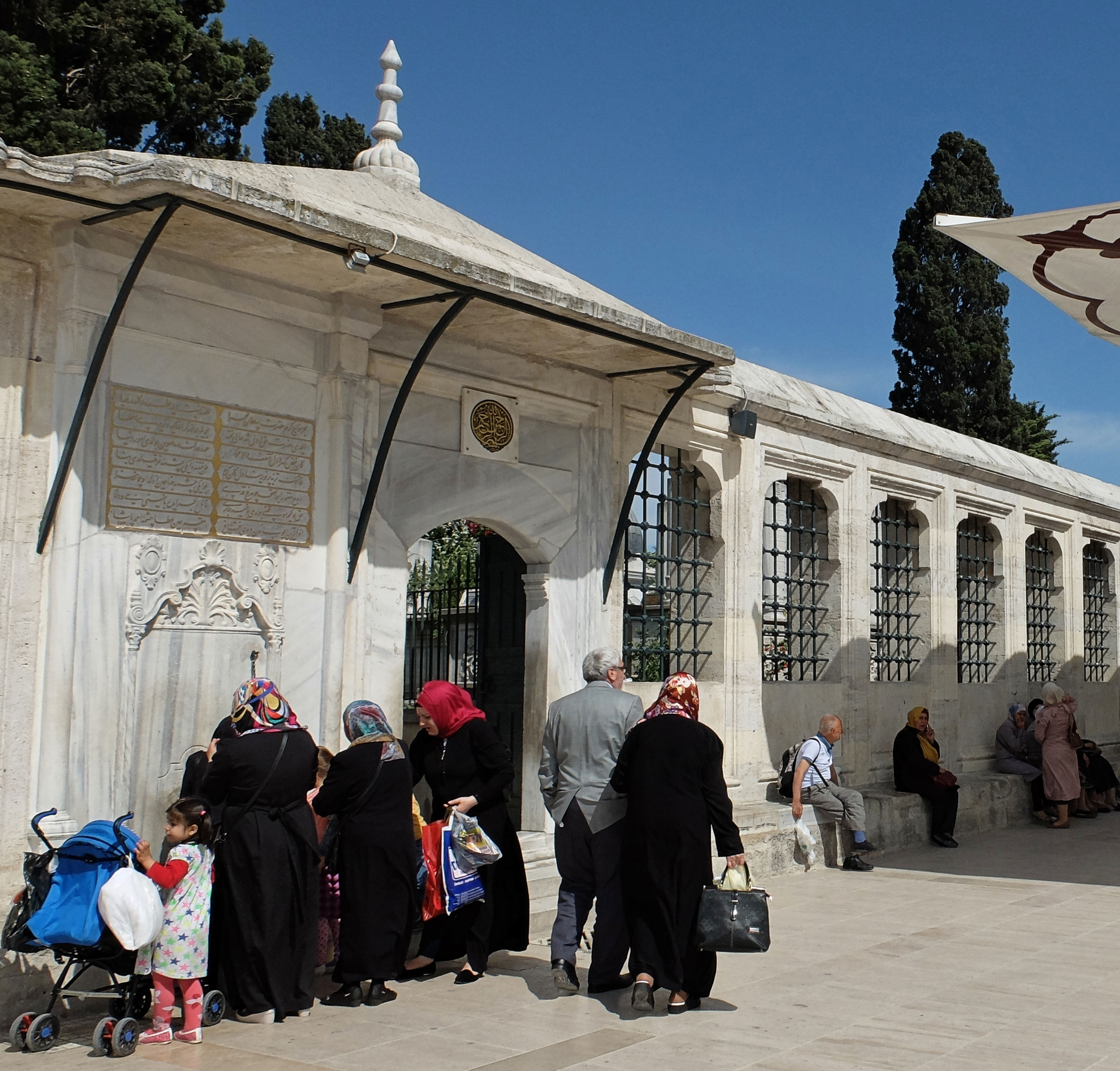
Entrada para o cemitério da Mesquita de Fatih, com a Fonte de Nisançı Ahmed Pasha (1741–42) na extrema esquerda
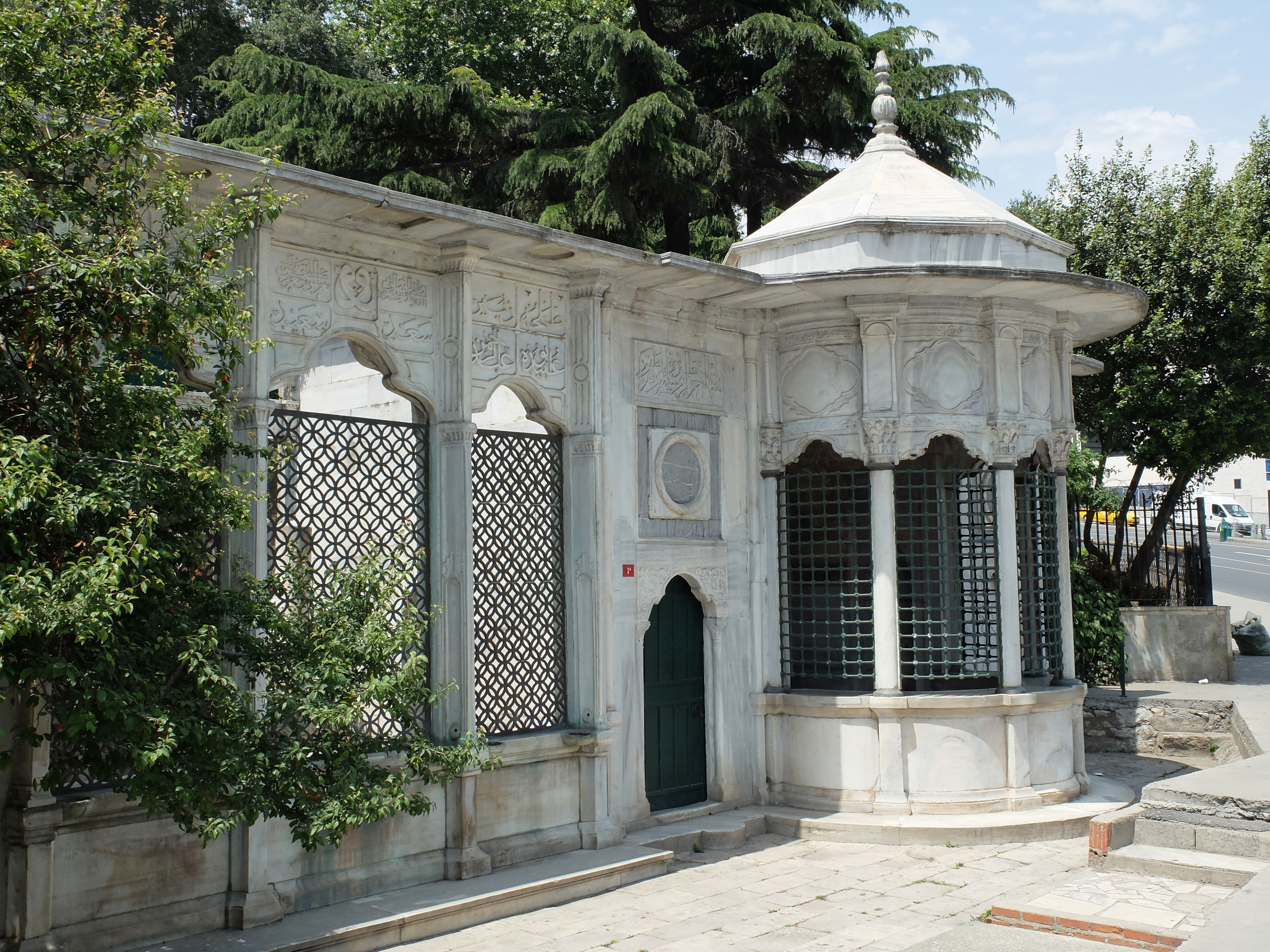
Hacı Mehmet Emin Ağa Sebil, Istambul (1741–42)
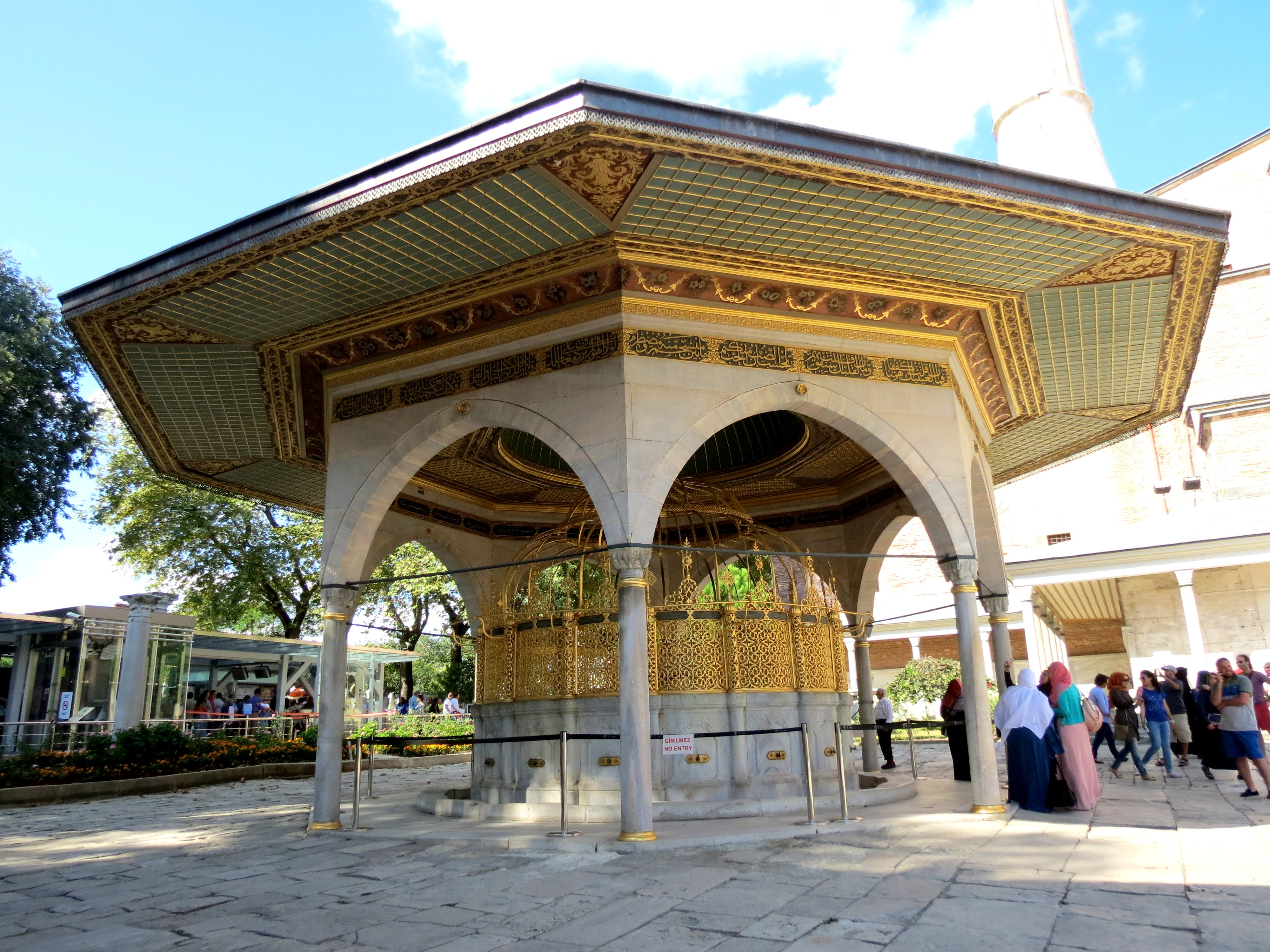
Fonte de Mahmud I em Hagia Sophia, Istambul (1740–41)
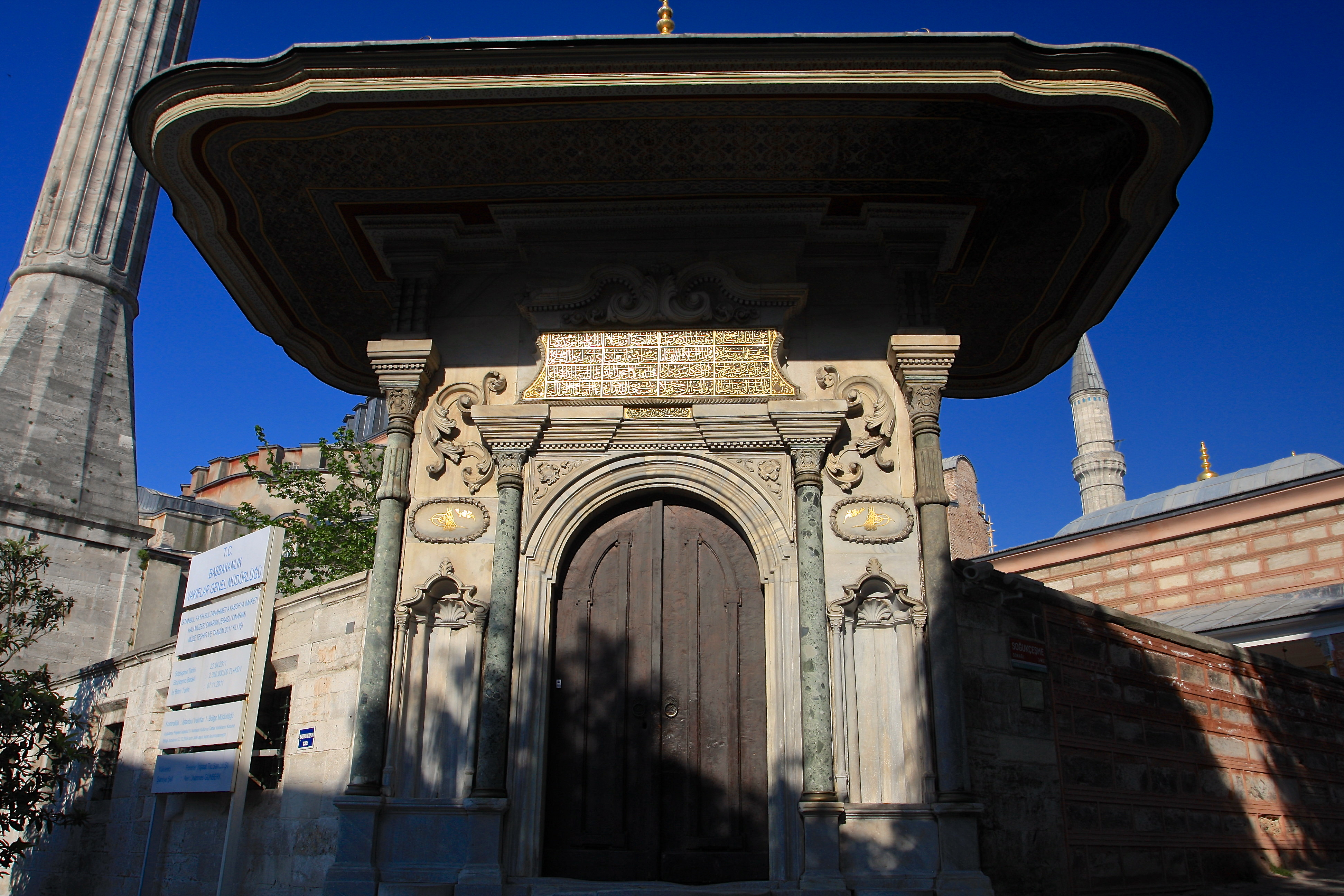
Portão do imaret de Santa Sofia, Istambul (1743)
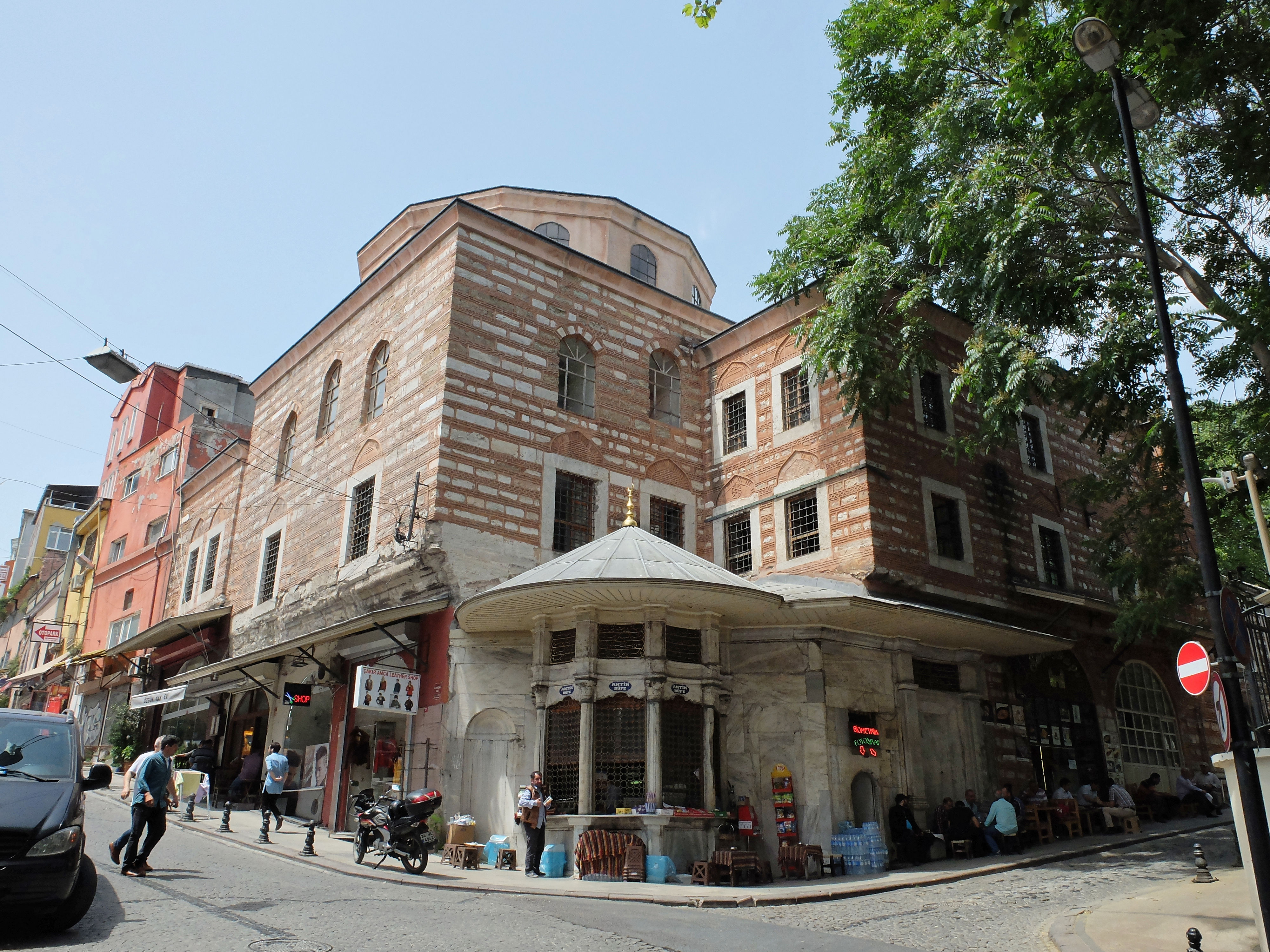
Mesquita Beşir Ağa e sebil, Istambul (1745)
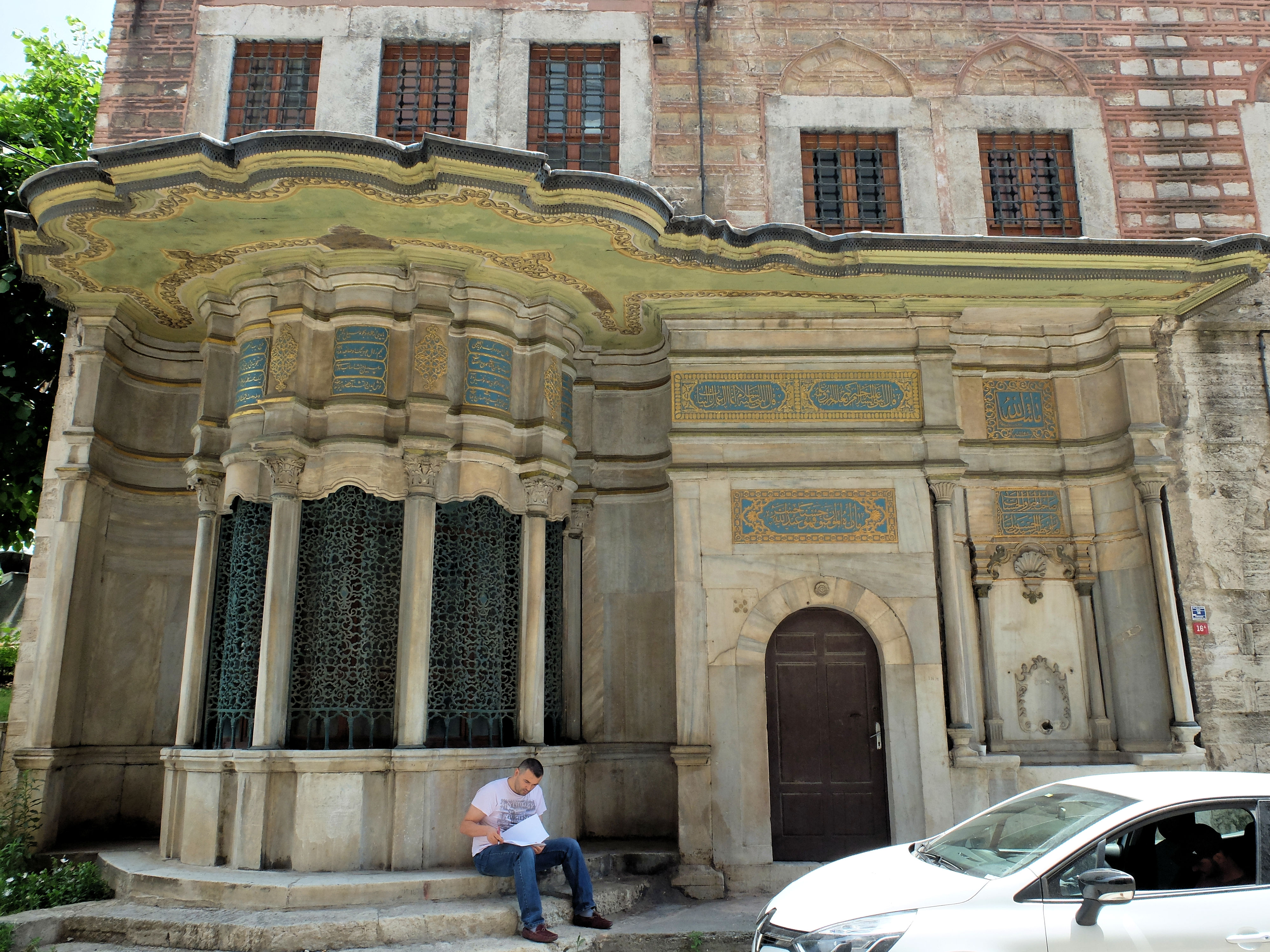
Sebil do complexo Seyyid Hasan Pasha, Istambul (1745)